# Längbro församling
Längbro församling är en församling i Örebro pastorat i Norra Närkes kontrakt i Strängnäs stift i Svenska kyrkan. Församlingen ligger i Örebro kommun i Örebro län.
Församlingen består av områdena Björkhaga, Solhaga, Västhaga, Oxhagen, Rosta, Varberga, Mellringe, Eker och Runnaby i Örebro kommun.  Antalet kyrkotillhöriga var 2005 10 964 personer motsvarande 64,5% av invånarna. 

## Administrativ historik
Församlingen har medeltida ursprung.
Församlingens gränser har ändrats flera gånger (årtal avser den 1 januari det året om inget annat anges):
- 1946 - Enligt beslut den 24 november 1944 överfördes de obebodda fastigheterna Varberga 1:2 och Mark 2:146 omfattande en areal av 0,02 km², varav allt land, till Mosjö församling.[5]
- 1954 - Ekers församling med 378 invånare och omfattande en areal av 19,54 km², varav 19,53 km² land, uppgick i Längbro församling.[6]
- 1954 - Ånsta församling med 868 invånare och omfattande en areal av 18,73 km², varav 18,47 km² land, uppgick i Längbro församling.[6]
- 1959 - Ett område med 1 587 invånare och omfattande en areal av 6,59 km², varav 4,47 km² land, överfördes till Örebro Olaus Petri församling.[6]
- 1959 - Ett område med 763 invånare och omfattande en areal av 18,93 km², varav 18,68 km² land, överfördes till Örebro Nikolai församling.[6]
- 1959 - Ett obebott område omfattande en areal av 0,28 km², varav 0,22 km² land, överfördes till Almby församling.[6]
- 1959 - Ett område med 6 996 invånare och omfattande en areal av 1,03 km², varav 1,01 km² land, överfördes till Längbro församling från Örebro Olaus Petri församling.[6]
- 1961 - Ett obebott område omfattande en areal av 0,02 km², varav allt land, överfördes till Tysslinge församling.[6]
- 1976 - Ett obebott område omfattande en areal av 0,1 km², varav 0,1 km² land, överfördes till Kils församling.[7]
- 1977 - Mikaels församling med 20 697 invånare och omfattande en areal av 9,5 km², varav 9,5 km² land, utbröts ur Längbro församling.

### Pastorat
- Före 1300: Moderförsamling i pastoratet Längbro, Örebro och Ånsta.
- Från 1300 till 1878: Annexförsamling i pastoratet Örebro, Ånsta, Längbro och Almby.
- Från 1878 till 1 maj 1902: Annexförsamling i pastoratet Örebro, Ånsta och Längbro.
- Från 1 maj 1902 till 1954: Annexförsamling i pastoratet Ånsta, Längbro och Eker.
- Från 1954 till 2014: Eget pastorat.[8]
- Från 2014 ingår församlingen i Örebro pastorat.[9]

## Areal
Längbro församling omfattade den 1 januari 1952 en areal av 28,51 km², varav 28,22 km² land. Efter nymätningar och arealberäkningar färdiga den 1 januari 1960 omfattade Längbro församling den 1 januari 1961 en areal av 44,25 km², varav 44,09 km² land.
- 1 januari 1966: 44,09 km² land.[10][11]
- 1 januari 1971: 44,2 km², varav 44,1 km² land.[12]
- 1 januari 1976: 44,1 km², varav 44,0 km² land.[7]
- 1 januari 1981: 34,6 km², varav 34,5 km² land.[13]

## Kyrkor
- Längbro kyrka
- Ekers kyrka
- Ånsta kyrka, som låg på kullen vid Nasta-Aspholmens industriområde, revs troligen på 1500-talet. Det har även funnits en kyrkolokal i Stjärnhusen.

## Församlingshem
Församlingshemmet i anslutningen till kyrkar ritades av Jerk Alton och invigdes 1979. Pastorsexpeditionen ligger i tidigare kyrkoherdebostaden från 1904.
Varberga gård från 1752 som ligger i bostadsområdet Varberga används också som församlingshem.